# Pilea richardii
Pilea richardii es una especie de planta del género Pilea, perteneciente a la familia Urticaceae.

## Taxonomía
Pilea richardii fue descrita por Ignatz Urban en 1907.

## Distribución
Se encuentra en el territorio de Santo Tomás.